# محمد مونتاری
محمد مونتاری (انگلیسی: Mohammed Muntari؛ زادهٔ ۲۰ دسامبر ۱۹۹۳ کوماسی) یک بازیکن فوتبال اهل قطر است. وی اصلیتی غنایی دارد.
وی همچنین در تیم ملی فوتبال قطر بازی کرده‌است.وی اولین گل تیم ملی قطر در تاریخ جام جهانی فوتبال را در بازی با سنگال به ثمر رساند